# Эхо и Нарцисс (картина Уотерхауса)
«Эхо и Нарцисс» (лат. Echo and Narcissus) — картина английского художника Джона Уильяма Уотерхауса, написанная в 1903 году. Основана на мифе об Эхе и Нарциссе из «Метаморфоз» Овидия. Полотно находится в коллекции Художественной галереи Уокера в Ливерпуле.

## Сюжет и описание
В версии Овидия Нарцисс был прекрасным сыном речного бога Кефиса и наяды Лириопы. Слепой прорицатель Тиресий предсказал, что Нарцисс доживёт до старости, если не посмотрит на себя. Нарцисс отвергал всех нимф и женщин, которые в него влюблялись. Одной из них была нимфа Эхо, которая могла только повторять чужие слова. Она была так расстроена его отказом, что стала чахнуть и истаяла так, что от неё остался лишь шёпот. Её молитвы были услышаны богиней Немезидой, которая заставила Нарцисса влюбиться в собственное отражение в бассейне с водой. Он продолжал смотреть на своё отражение, пока не умер. На том месте, где он умер, вырос цветок нарцисса.

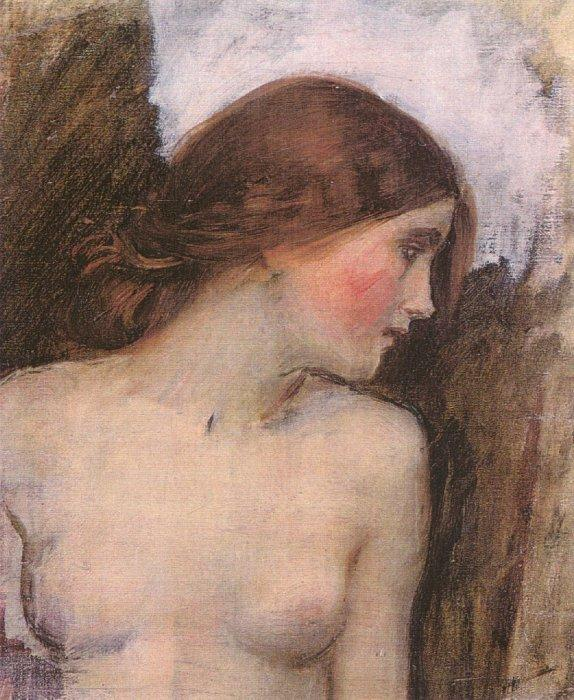
Эскиз к Эхо (ок. 1903)

Картина изображает решающий момент легенды, когда Нарцисс впервые видит своё отражение, а несчастная охваченное любовью Эхо с тоской наблюдает, как он исполняет пророчество.
Действие картины разворачивается в идиллическом лесном пейзаже у ручья со скалистыми краями. Юноша Нарцисс лежит, склонив голову над водой, очарованный собственным отражением. Он наполовину одет в красную мантию, символизирующую его пылающее страстное чувство. Нимфа Эхо сидит напротив него, обхватив дерево правой рукой и в отчаянии глядит на него. Она символически отделена от Нарцисса, который не оглядывается на неё. Её стеснённая поза отражает безответную любовь. Розовая накидка ниспадает с левого плеча Эхо, обнажая её грудь. В контрасте с ярким одеянием юноши мягкий розовый цвет её мантии отражает тихую, тлеющую любовь к Нарциссу. Рядом с нимфой растут жёлтые ирисы, а в её каштановые волосы вплетён мак. У ног юноши вырастают белые нарциссы, а в воде — желтая кувшинка. Мягкая естественная цветовая гамма и особенная реалистичность делают картину ещё более привлекательной, но именно захватывающая история Эха и Нарцисса является ключом к очарованию.

## История
Картина была выставлена в Королевской академии в 1903 году и в том же году была приобретена Художественной галереей Уокера в Ливерпуле, где входит в викторианскую коллекцию.